# Dorfkirche Liepe (Dahme/Mark)

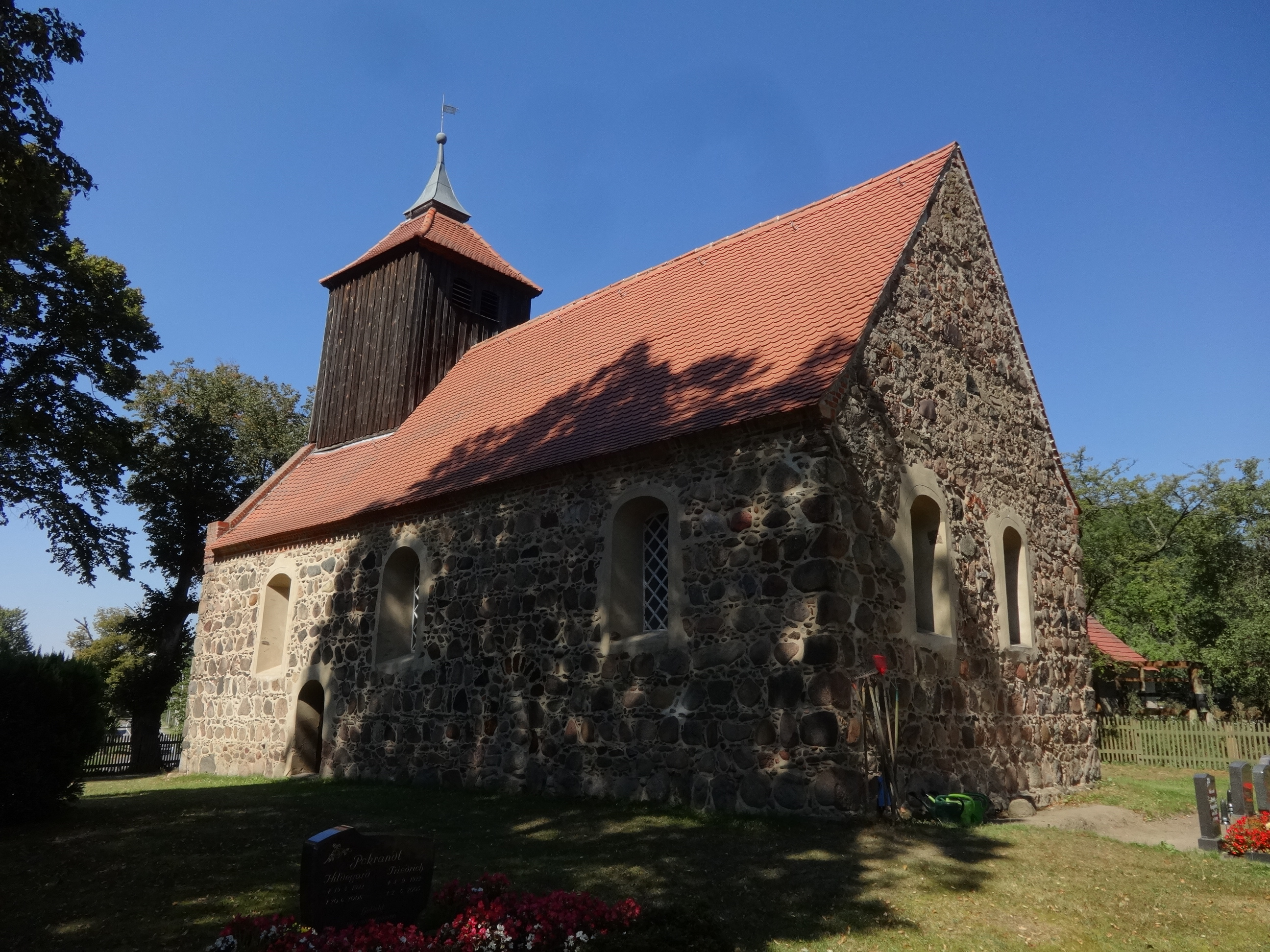
Dorfkirche Liepe

Die evangelische Dorfkirche Liepe ist eine Saalkirche in Liepe, einem Gemeindeteil des Ortsteils Wahlsdorf der Stadt Dahme/Mark im Landkreis Teltow-Fläming in Brandenburg. Die Kirchengemeinde gehört zum Kirchenkreis Zossen-Fläming der Evangelischen Kirche Berlin-Brandenburg-schlesische Oberlausitz.

## Geschichte
Der Sakralbau entstand vermutlich im Kern um 1300. Die Kirchengemeinde vergrößerte die Fenster und Pforten vermutlich um 1734. In dieser Zeit erneuerte sie auch – ausweislich der Wetterfahne – den Westturm. 1912 erfolgte eine umfassende Restaurierung der Gebäudehülle, während 1999 der Innenraum saniert wurde.

## Architektur

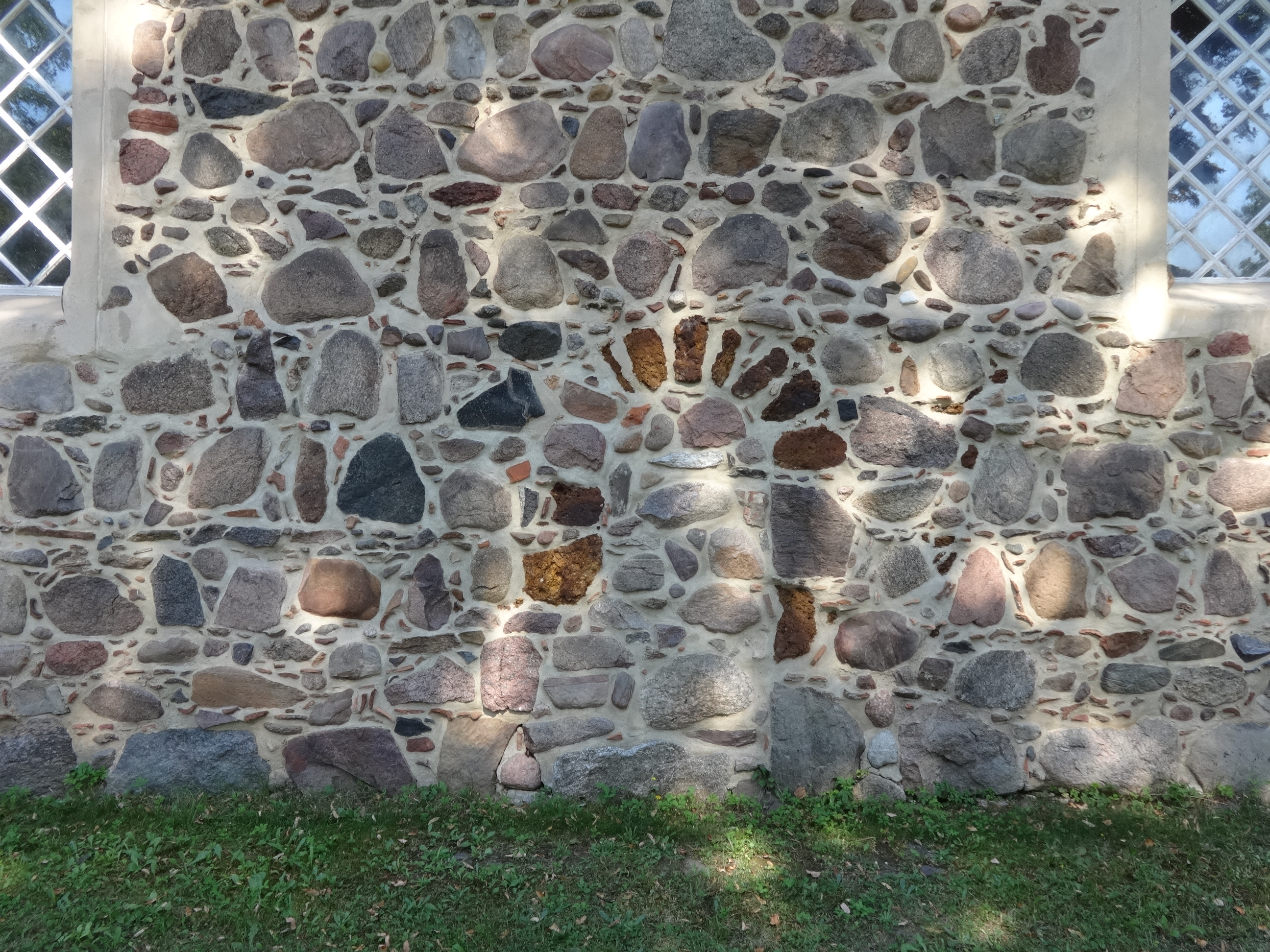
Zugesetzte Pforte an der Südseite

Das Bauwerk wurde im Wesentlichen aus Feldsteinen errichtet, die behauen und vergleichsweise lagig geschichtet wurden. Die Zwischenräume sind mit Gesteinssplittern und Mörtel aufgefüllt. In der südlichen Wand des Kirchenschiffs sind zwei, in der südlichen Wand des gleich hohen Chors ein weiteres Fenster. Diese sind segmentbogenförmig ausgeführt; die Faschen hell verputzt. Zwischen den beiden Öffnungen am Kirchenschiff befindet sich eine ebenfalls segmentbogenförmige Pforte, die mit einer dunklen Holztür verschlossen ist. Dies ist auch gleichzeitig der einzige Zugang zum Gebäude. Links neben dem Chorfenster ist eine zugesetzte Priesterpforte erkennbar. An der Nordseite sind lediglich zwei identisch gestaltete Fenster: eines im Chor und ein weiteres im östlichen Bereich des Kirchenschiffs. Der Chor ist gerade und im unteren Bereich ebenfalls aus Feldsteinen errichtet. Hier befinden sich zwei kleinere, segmentbogenförmige Fenster, zwischen denen die Reste einer vermutlich ursprünglich vorhandenen Dreifenstergruppe an einer aus Mauerstein errichteten Laibung zu erkennen sind. Der Giebel wurde aus kleineren, ungeschichteten und wenig behauenen Feldsteinen errichtet. Der Westturm nimmt die Breite des Kirchenschiffs auf. Seine Westseite wurde aus deutlich größeren Feldsteinen errichtet; eine Öffnung fehlt. In seinem Giebel sind an den Schultern Ausbesserungsarbeiten erkennbar. Daran schließt sich ein verbretterter, quadratischer Turm an, in den an der West- und Ostseite je zwei Klangarkaden eingelassen wurden. Das Pyramidendach ist mit Biberschwanzziegeln gedeckt. Es schließt mit einem kleinen Turmhelm mit Turmkugel und Wetterfahne ab. Das Satteldach des Kirchenschiffs ist ebenfalls mit Biberschwanzziegeln gedeckt.

## Ausstattung
Das Altarretabel stammt aus der ersten Hälfte des 19. Jahrhunderts und ist mit barocken Wangen verziert. Das Altarblatt ist nach Angaben eines Kirchenführers im Jahr 2018 in ein Museum ausgelagert. Im Chor sind zwei Buntglasfenster mit Aposteldarstellungen. Die Kanzel ist älteren Datums und stammt vermutlich aus dem Anfang des 18. Jahrhunderts. Zur weiteren Ausstattung gehört eine Fünte aus Sandstein aus dem Jahr 1797 sowie eine Westempore. Das Bauwerk ist in seinem Innern flach gedeckt.
Im Turm hängt eine Glocke aus dem 15. Jahrhundert.